# Ed, Edd și Eddy
Ed, Edd și Eddy (engleză Ed, Edd n Eddy) este un serial de animație creat de Danny Antonucci pentru Cartoon Network și al șaselea serial Cartoon Cartoons. Acțiunea se petrece în jurul a trei prieteni adolescenți numiți Ed, Edd (poreclit "Dublu D" ca să se evite confuzia cu Ed) și Eddy—cunoscuți colectiv ca "Edzii". Ei locuiesc într-o suburbie cul-de-sac fictivă numită Peach Creek alături de vecinii lor Kevin, Nazz, Sarah, Jimmy, Rolf, Jonny și adversarii feminini ai Ezilor, surorile Kanker, Lee, Marie și May. Sub conducerea neoficială a lui Eddy, gașca încearcă să obțină prin diverse metode bani de la copiii din vecini, cu care să cumpere sfarmă-fălci. De obicei aceștia eșuează în planurile lor în o mulțime de moduri, frecvent umilitoare.
Desenatorul pentru adulți Antonucci a fost provocat să creeze un desen animat pentru copii; când realiza o reclamă, el a conceput Ed, Edd și Eddy, proiectându-l într-un mod reminiscent desenelor animate din anii 1940–1970. El a prezentat serialul la Cartoon Network și Nickelodeon, dar ultimul nu a vrut să îi ofere control creativ, conducând ca el să realizeze un pact cu primul și cu serialul dându-și premiera pe 4 ianuarie 1999. În timpul difuzării serialului au fost produse mai multe scurtmetraje și speciale alături de serialul televizat obișnuit. Serialul s-a terminat cu filmul Ed, Edd și Eddy - Marele Show pe 8 noiembrie 2009. Pe 28 august 2023, serialul a început să fie redifuzat în blocul de programe "Checkered Past" de pe Adult Swim.
Ed, Edd și Eddy a primit în general recenzii pozitive și a devenit unul dintre cele mai de succes seriale ale Cartoon Network. A câștigat un Premiu Reuben, două Premii Leo și un Premiu SOCAN, și a mai fost nominalizat pentru încă patru Premii Leo, un Premiu Annie și un Premiu Kids' Choice Awards. Serialul a atras o audiență de 31 de milioane de case, a fost difuzat în 120 de țări și a fost popular printre copii, adolescenți și adulți. Spin-offuri media includ patru jocuri video, patru lansări oficiale pe DVD și o serie de cărți și benzi desenate cu personajele din serial. Durând 10 ani, este cel mai lung serial original al Cartoon Network. Serialul a fost difuzat și în Canada pe Teletoon.

## Premise
Acțiunea seriilor planează asupra a trei băieți adolescenți cu personalități total diferite, doar numele lor fiind variații ale lui „Ed”. Ed, care este încet la minte și câteodată vorbește incoerent; Edd, care de obicei este numit „Dublu D”, este foarte deștept; și Eddy, liderul lacom al trioului. Colectivul lor este cunoscut ca „Ezii”; cei trei locuiesc într-o suburbie din Peach Creek, învățând la o școală de-acolo care este arătată doar în episoadele speciale sau de toamnă (sezonul 5). Conduși de Eddy, Ezii fac diverse farse pentru a lua bani de la cunoscuții lor, însă planurile lor de obicei eșuează și prietenii lor se răzbună.
Numărul personajelor din 'Ed, Edd și Eddy este fixat la douăsprezece. Niciun alt personaj nu mai apare în-afară de cele principale și adulții care nu sunt văzuți niciodată. Timpul nu este relevat—Danny Antonucci afirmă că dorea ca show-ul să se potrivească fiecărei generații. Așadar, dacă este nevoie de un VCR sau calculator, el va apărea.
Cele mai iubite dulciuri din show, în special de Ezi, sunt sfarmă-fălcile. Majoritatea episoadelor au ca desfășurare a acțiunii încercarea Ezilor de a căuta sfarmă-fălci. Acestea sunt vizibil mărite: mai mari ca și capul unui copil. Un personaj bucurându-se de aceste dulciuri va avea bila de mărimea unei bile de bowling într-o parte a obrazului său.

## Personaje

### Ezii
Ed este cel care muncește cel mai mult pentru trio. Este cunoscut pentru râsul lui constant, fiind majoritatea timpului fericit. Mintea sa este un amestec de filme și reviste despre monștri, confundându-i cu realitatea. Ed este sub stăpânirea totală a surorii sale Sarah, la care ține foarte mult, fiind ținta ușoară a manipulărilor acesteia. Spre disperarea microfobului Edd, el are o igienă personală slabă, până la punctul îngrozirii cauzate de săpun. Îi place pâinea prăjită, sosul, pojghița de budincă, cartofii și animalele, în special găinile. Aspectul pe care-l are se potrivește cu personalitatea lui. În episodul "Norocul Ezilor", se arată că unisprânceana lui Ed poate fi eliminată. În "Zâmbește-i lui Ed", s-a dovedit că numele de familie al lui Ed este "Horace". Ed este alergic la iepuri, păpădii, budincă de ciocolată și țipari.
Edd (cunoscut ca Dublu D) este un tânăr inventator obsedat de curățenie și microfobic. Cel mai deștept și bun la suflet din trio, el nu este văzut fără fesul său negru, ascunzând un fel de secret știut doar de Ed și Eddy, în episodul "Stop uite Ed", atunci când Eddy i-a legat șoseta de un ventilator de tavan, și când a încercat să ajungă la Eddy fesul i-a ieșit din cap și Eddy a zis "Măi să fie" și Ed a zis "Super". De-atunci Edd le-a zis să nu zică la nimeni ce-au văzut. Pentru a-i diferenția numele omofon de Ed, toți îl numesc Dublu D. Părinții săi îl supun la numeroase sarcini casnice, comunicând doar prin bilețele. Edd este un elev notat doar cu 10, excelând la toate materiile, în-afară de sport (aparent la un incident de la un joc de „rațele și vânătorii”). Este un excelent cântăreț de chitară cu pedală, deși el insistă că urăște acel instrument. Este incredibil de deștept, reușind să construiască mașinării complicate din cartoane, semne de circulație și numeroase gunoaie întâlnite de Ezi pe drum. Este sensibil la mirosurile urâte și nu are multă forță.
Eddy este un farsor lacom, cu un temperament negativ. Este cel care se auto-propune conducătorul trioului. Plănuiește numeroase ocazii pentru a lua banii apropiaților săi, pentru a cumpăra sfarmă-fălci. Este foarte sensibil și complexat de înălțimea sa, având același complex ca și Napoleon. Urăște școala, încercând de mai multe ori să fugă. Fișa sa școlară îl cataloghează ca fiind un megalomaniac. Lui Eddy îi place camera sa decorată în stil retro, cu „lampa cu lavă”, un pat mare și rotund și un glob disco. Este văzut ca ordonându-le celor doi Ezi să execute farsele, neimplicându-se în munca fizică a acestora. Este foarte egoist, preocupându-se doar de propria persoană și de obținerea sfarmă-fălcilor, alegându-le chiar și pe acestea din urmă în locul prietenilor săi. Eddy nu știe nimic în-afară de rețeta de bombe El Mongo urât-mirositoare și unde sunt casele din copaci. Eddy este un mare fan al lui Tom Jones și Barry White, cum s-a evidențiat cu înregistrările și posterele din camera lui.

### Alți copii
Sarah este sora răsfățată și autoritară a lui Ed, care se preface drăguță și fermecătoare doar când este servită. Aceasta are loialitatea și supunerea nesfârșită a fratelui ei din cauza amenințărilor sale. Are un temperament impulsiv, enervându-se ușor, mai ales din cauza lui Ed. Este observată întotdeauna jucându-se cu Jimmy, iar când acesta nu-i este în preajmă, se grăbește să-l ajute oricând este chemată de Jimmy. Își scrie sentimentele într-un jurnal, având o ușoară atracție față de Edd (deși dragostea acesteia pentru el nu este destulă pentru a-l cruța de mânia ei). Sarah amintește de Tutenstein.
Jimmy este partenerul de joacă sensibil al lui Sarah, care vrea să devină faimos. Este foarte predispus la accidente, purtând nenumărate bandaje și fiind cel mai slab copil din cartier. Deși Jimmy are o personalitate delicată, acesta vrea să devină voinic. De două ori a elaborat două farse cu succes. Jimmy a arătat cât de atașat este de Sarah, în momentul încercării îndepărtării acestuia de lângă ea. Mereu poartă un aparat dentar, din cauza unei farse cu o popică.
Jonny (la sfârșitul episoadelor prezentat ca „Jonny 2x4”) este un singuratic. Are un cap imens, fiind prins de nenumărate ori între crengi în timp ce urca în copaci. Vorbește mult, enervându-i pe ceilalți copii. Foarte rar este văzut fără prietenul său imaginar, o scândură cu ochi desenați și o gură. Pare inocent, iertându-i pe oameni deseori, indiferent de ce fac. Nu pare să-l deranjeze acțiunile Ezilor, câteodată bucurându-se de ele, însă devine o "fiară" când îi este luat prietenul.
Rolf este un imigrant cu un accent și obiceiuri stranii. Provine dintr-o cultură europeană cu obiceiuri ciudate, având și un accent pe măsură. Lucrează cu părinții săi în marea fermă din alee, conducând un grup numit „Cercetașii Urbani”, care-i include pe Jimmy, Scândură și Jonny. Vorbește despre el de multe ori la persoana a treia, fiind și fiu de păstor, de care este foarte mândru. Animalele sale includ porci (unul pe nume Wilfred), un țap (pe nume Victor), găini (două pe nume Bridget și Gertrude) și o vacă pe nume Beatrice. Rolf îi derutează la nesfârșit pe ceilalți copii cu mâncărurile sale și neobișnuitele sale tradiții.
Nazz este stereotipul majoretei/dragostei de neatins. Cea mai mare parte a timpului stă cu Kevin. Toți băieții (cu excepția lui Rolf și Jimmy) sunt înnebuniți după ea. De câte ori se apropie, Ezii încep să transpire și își pierd abilitatea de a vorbi corect. Este șefa majoretelor de la Școala Peach Creek. Deși Nazz este de obicei prezentată ca fiind amiabilă și deșteaptă, însă ocazional poate fi puțin excentrică și să fie stereotipul blondei prostuțe.

#### Antagoniști
Kevin este un băiat atletic. Este cinic și câteodată poate fi crud. Are un garaj plin cu sfarmă-fălci - datorită tatălui său care lucrează la fabrica de sfarmă-fălci - iubește să-și aranjeze bicicleta, snowboardul și skateboardul. Când nu se plimbă cu bicicleta este văzut cu Nazz și Rolf pe alee. Îi urăște pe Ezi, în special pe Eddy, până la punctul de paranoia. Are tendința să-i numească pe Ezi „cretini”.
Surorile Kanker (May, Marie și Lee) sunt trei surori care sunt inamicii aleii, care trăiesc la marginea unui parc de rulote numit Park 'n' Flush. Lucrul care era comun tuturor copiilor din cartier este faptul că le urăsc pe Surorile Kanker. Sunt principalul inamic al cartierului, temându-se de comportamentul lor imprevizibil. Lee și Marie de obicei lenevesc și o pun pe May să le facă treburile. De fapt, Lee lenevește mai mult decât Marie și chiar o pune și pe ea să muncească. Cât timp surorile Kanker îi plac pe Ezi, Marie îl iubește pe Edd, May pe Ed și Lee pe Eddy. Lee este cea care dă comenzi și ordine, celelate două executându-le.
Fratele lui Eddy este un personaj menționat frecvent în episoade, în special de Eddy. Era descris ca fiind o persoană foarte "cool", maestru în farse și înșelătorii, a fost un personaj doar menționat până într-un episod special. La prima vedere era exact așa cum era descris, dar în realitate era o brută care-și chinuia fratele mai mic fără milă. Acesta lucra în parcul de distracții "Mondo a-Go Go", dar ocupația acestuia rămâne încă necunoscută, se știe doar că locuia într-o rulota în formă de balenă.

## Jocurile Video
S-au realizat 3 jocuri pe baza sezoanelor. 
- Ed, Edd n Eddy: Jawbreakers apărut în 15 septembrie 2002 pentru consolele Game Boy Advance.
- Ed, Edd n Eddy: The Mis-Edventures a fost lansat în 31 octombrie 2005 pentru consolele Nintendo GameCube, PlayStation 2, Xbox, Game Boy Advance, și pentru PC.
- Foarte recent Ed, Edd n Eddy: Scam of the Century lansat pentru Nintendo DS în 26 octombrie 2007. Scam of the Century este în topul realizat de compania de jocuri D3 Publisher. Originala poveste a fost făcută după Eddy care și-a pierdut prețioasa sa carte intitulată “Who to Scam and When”. Când cei trei prieteni realizează, Kevin are deja cartea în mâinile lui, dezvăluind-o și celorlalți, o mulțime de copii alergau după Ezi de ceva timp. Ezii pleacă atunci spre pădure separându-se de aglomerație; au nevoie de un plan de a se întoarce. În timp ce ei căutau o cale de a se întoarce, au găsit ceea ce aveau nevoie: Rolf a construit un fort gigantic pentru a se întreține. Noutățile jocului sunt cele 13 nivele speciale, atacurile speciale folosind un ecran-cu-atingere, opțiunea tinti înăuntrul microfonului, de a readuce caracterele la viață, trei atacuri colaterale, mini-jocuri și elemente speciale.

- Adițional, caracterele și locațiile din show au apărut în jocuri complete Cartoon Network. Cul-de-sac e prezent în jocurile:

1. Cartoon Network: Block Party, unde Eddy și Sarah sunt jucători.
2. Ezii și Jonny au apărut în Cartoon Network Speedway tot jucători.

## Producție

### Dezvoltare

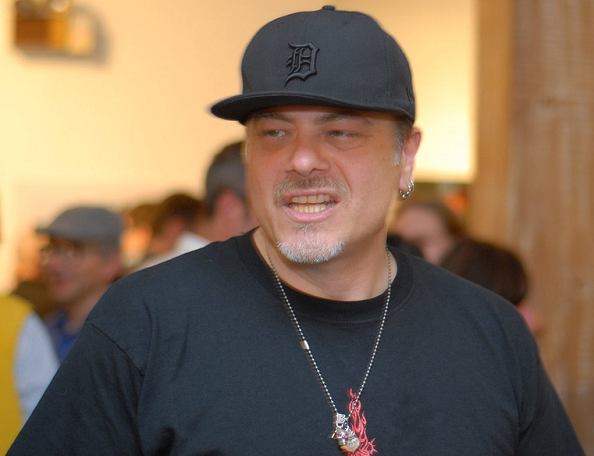
Danny Antonucci, creator, regizor, producător executiv și co-scenarist al Ed, Edd n Eddy, a produs serialul în urma unei provocări.

Deși caricaturistul Danny Antonucci și-a început cariera lucrând la animarea mai multor seriale animate dedicate copiilor pentru Hanna-Barbera, serialele la care a lucrat mai târziu aveau ca țintă publicul adult. El a devenit cunoscut în urma filmului de scurt metraj Lupo Măcelarul din 1987 apoi, după înființarea propriul său studiou de producție, a.k.a. Cartoon în 1994, a creat seria Frații Grunt pentru MTV. A fost anulat după patru sezoane din cauza recenziilor nefavorabile.
În urma unui pariu, Antonucci s-a decis să încerce să producă pe cont propriu o serie animată pentru copii. În timpul proiectării unei reclame, a desenat trei personaje de care s-a simțit foarte mulțumit. Dându-și seama de potențialul lor, le-a numit Ed, Edd și Eddy și și-a petrecut următoarele luni dezvoltând desenul animat în jurul lor. El a trimis prin fax în 1996 o singură pagină cu conceptul serialului la Cartoon Network și Nickelodeon. Ambele studiouri au răspuns rapid, cu Cartoon Network în doar 20 de minute, fiind nerăbdători să vadă mai mult; Amândouă au cerut să dețină control creativ în totalitate, lucru pe care Antonucci l-a refuzat. După ce Cartoon Network a fost de-acord ca Antonucci să dețină controlul creativ al serialului, negocierile între Antonucci și studio au continuat.
Vice-președintele de programe și producții al Cartoon Network, Mike Lazzo, a arătat mare interes în serie și a solicitat un scenariu, care a fost trimis prin fax, câteva pagini, pe rând, pentru o perioadă de câteva luni. După ce președintele Cartoon Network Betty Cohen și-a dat acordul, a avut loc semnarea actelor, urmată de o întâlnire la Chateau Marmont Hotel din Los Angeles. Înțelegerea dintre studioul lui Antonucci, a.k.a. Cartoon, și Cartoon Network, de a produce Ed, Edd n Eddy pe cont propriu, a fost prima de acest gen, CN producându-și în trecut mare parte din serii în propriul studio, și anume Hanna-Barbera.
Potrivit lui Antonucci, personajele sunt inspirate din oameni pe care i-a întâlnit în viața reală. Personalitățile lui Ed, Dublu D și Eddy sunt inspirate din propriile sale trăsături și din activitățile pe care cei doi fii ai săi le fac în timpul liber. Restul copiilor din cartier și surorile Kanker au fost bazate pe copiii cu care a crescut. Rolf este inspirat din Antonucci și din verii săi, toți făcând parte dintr-o familie de imigranți italieni, fiind prima generație care crește într-o țară străină și trebuie să se obișnuiască cu obiceiuri și moduri de viață diferite, față de cei născuți în Canada.
Pentru crearea lui Jimmy, Antonucci s-a inspirat dintr-un văr de-al lui, care avea trăsături feminine și care și-a petrecut mai mult timp jucându-se cu fete decât cu băieți. Jonny și Scândură sunt inspirați din prietenii din copilărie ai lui Antonucci, un singuratic care-și petrecea mult timp afară cu pătura lui. El a declarat c-a crezut că era important să-l includă pe Scândură, o placa de lemn, gândindu-se că „ar fi grozav să facem serialul cu Scândură luându-se de un personaj ca el”, provocându-l pe Jonny să facă lucruri pe care el nu le-ar face niciodată. Unii au vrut ca Scândură să poată vorbi, zâmbi și clipi ca și cum ar fi fost în viață, dar Antonucci a insistat c-ar trebui să fie tratat ca o bucată de lemn, adus la viață de către imaginația lui Jonny.

### Distribuție
Matt Hill, Samuel Vincent, și Tony Sampson au primit rolurile lui Ed, Dublu D, și Eddy. David Paul „Buck” Grove și Keenan Christensen au dublat rolurile lui Jonny 2 × 4, respectiv Jimmy, în timp ce Sarah a fost interpretată de către Janyse Jaud. Peter Kelamis a primit rolul lui Rolf, în timp ce Kathleen Barr l-a interpretat pe Kevin. Tabitha St. Germain a interpretat-o pe Nazz în sezonul 1, Jenn Forgie în sezonul 3 și Erin Fitzgerald în sezoanele 2, 4, 5 și 6. Fitzgerald a jucat, de asemenea, partea lui May, una dintre Surorile Kanker,  în-afară de sezonul 3, atunci când ea a fost interpretată de către Jenn Forgie. Celelalte două surorile Kanker, Marie și Lee, au fost jucate de către Kathleen Barr și Janyse Jaud. Fratele adult al lui Eddy este menționat des de-a lungul serialului, dar nu apare decât în filmul Ed, Edd și Eddy - Marele Show, în care a fost interpretat de Terry Klassen.

### Animație
Antonucci, un susținător al animațiilor făcute de mână, a vrut să se asigure că Ed, Edd n Eddy va fi produs într-un mod similar cu cel al desenelor animate din anii '40 și '70. Ca urmare, seria a fost ultima care a folosit animația tradițională; planșele cu personajele au fost trimise în Coreea pentru crearea animațiilor de bază, ajungând înapoi la studioul lui Antonucci pentru rafinarea animației. Primele patru sezoane au fost produse folosind stilul tradițional de animație, în care fiecare cadru era pictat separat, dar seria a fost forțată să treacă la animare digitală în 2004, pentru a reduce costurile, începând cu Ed, Edd n Eddy ' s Jingle Jingle Jangle.
Pentru a da impresia de mișcare, Ed, Edd n Eddy a folosit linii neregulate, shimmering character outlinescare au fost comparate cu Squigglevision. Această neregularitate nu este la fel de vizibilă ca cea din Dr. Katz, Professional Therapist, dar sunt încă vizibile, și Antonucci le compară cu cele din desenele animate din anii 1930. Conturul este creat prin desenarea de trei ori pe foi de hârtie. Antonucci a explicat c-a simțit că „ajută la menținerea personajelor în viață” și că el a vrut să se îndepărteze de la alte serialele Cartoon Network și să aducă un omagiu epocii desenelor animate clasice.
Copiii au limbi de culori diferite; Antonucci a zis că ideea a venit după ce i-a văzut pe fiul său și prietenii lui cu limbi de culori diferite din cauza acadelelor în timp ce lucra la povestea serialului. Personajele au trecut printr-o serie de „cicluri de mers”, un proces folosit pentru a determina modul în care fiecare personaj ar trebui să meargă, să alerge, să se întoarcă, să clipească, etc. înainte ca echipa de desenatori să realizeze produsul final.

### Muzică și tema muzicală
Antonucci a dezvăluit tema muzicală odată cu prezentarea desenelor serialului, gândindu-se că fundalul sonor l-ar ajuta în convingerea conducerii. Acesta a fost inspirat de piesa „Big Noise from Winnetka” a lui Bob Crosby și a The Big Cats, pe care a fluierat-o, obicei pe care Antonucci îl avea ca copil. Compusă de Patric Caird, care a compus toate piesele serialului, Antonucci a fluierat el însuși pentru tema muzicală. Melodia a apărut pe albumul-compilație Cartoon Medley. Secvența de deschidere a fost creată de Paul Boyd.

### Difuzare
Deși avanpremiera lui Ed, Edd n Eddy a fost inițial stabilită în data de 7 noiembrie 1998, episodul pilot, "The Ed-touchables / Nagged to Ed", a fost difuzat în data de 4 ianuarie 1999, ca cel de-al șaselea serial al Cartoon Cartoon, din cauza întârzierilor din post-producție. În timpul primei difuzări, episoadele au rulat ca parte a blocului Cartoon Cartoon Fridays.
Cartoon Network a difuzat mai multe maratoane cu Ezii. Primul din ele s-a intitulat „Boy Girl, Boy Girl” și a fost difuzat în 7 martie 1999, alături de Fetițele Powerpuff, amândouă fiind la acea vreme cele mai noi seriale difuzate de Cartoon Network. Tot în 1999, Ed, Edd n Eddy a fost difuzat cu alte seriale create de Cartoon Network în cel de-al treilea maraton „Cartoon Cartoon Weekend”, care a durat 53 de ore între 20 și 22 august. În 2002, serialul a fost inclus în „Cartoon Cartoon Marathon Weekend” care a rulat între 23 și 25 august. Maratonul „Ed's Day Off”, compus din 22 de episoade a durat șase ore și a fost difuzat în data de 19 ianuarie 2004, de Ziua lui Martin Luther King, Jr..
„The Best Day Edder”, în care toate episoadele au fost prezentate în ordine cronologică, a fost difuzat între 27 și 28 aprilie 2007, și s-a încheiat cu ultimul episod din sezonul cinci, care n-a mai fost difuzat în trecut, și care a fost promovat ca fiind „ultimul episod al seriei lansat vreodată”. Acesta n-avea să fie ultimul episod, fiind urmat peste o lună de „The Eds are Coming, the Eds are Coming”, ca parte a evenimentului „Cartoon Network Invaded”, având ca temă extratereștrii. În 2 mai 2007, „The Best Day Edder” a adus postului Cartoon Network cele mai bune audiențe din an. Un maraton de șapte ore difuzat duminica, care a rulat înainte de premiera lui Ed, Edd și Eddy-Marele Show, s-a bucurat de audiențe formate din două cifre printre copii de 9-14 ani (14%), băieți de 9-14 ani (16%) și fete de 6-11 ani (17%), comparativ cu aceeași perioadă a anului trecut, îmbunătățind performanțele postului în weekend.
Cel de-al patrulea sezon a fost inițial planificat ca fiind ultimul, dar a fost urmat de încă două sezoane, patru episoade speciale și un film, grație popularității de care s-a bucurat serialul. Seria a fost încheiată cu filmul Ed, Edd și Eddy-Marele Show, care a fost difuzat în Statele Unite în 8 noiembrie 2009.

## Evenimente
„Best Day Edder” este în 27 aprilie, Cartoon Network o sărbătorește printr-un maraton de Ed, Edd și Eddy.